# Kirchheim, Würzburg
Kirchheim là một đô thị ở huyện Würzburg bang Bayern thuộc nước Đức.